# Rational Application Developer
IBM Rational Application Developer (RAD) es un entorno de desarrollo integrado creado por la división Rational Software de IBM para el diseño visual, construcción, pruebas y despliegue de servicios web, portales y aplicaciones JEE.

## Descripción
RAD está basado en el IDE Eclipse y soporta sus extensiones. Incluye herramientas y editores para trabajar con:
- Conexiones a bases de datos y SQL.
- Lenguaje de programación EGL (Enterprise Generation Language).
- HTML.
- Java.
- JavaServer Faces y JavaServer Pages.
- UML.
- Servicios web.
- XML.

## Historia
Rational Application Developer era anteriormente conocido como WebSphere Studio Application Developer (WSAD). 
La primera versión de WSAD fue lanzada en el año 2001 como sucesor de las aplicaciones WebSphere Studio (editor HTML) y VisualAge (editor Java). En 2005 IBM decide renombrar este entorno de desarrollo como Rational Application Developer como una estrategia para concentrar todas las herramientas de desarrollo en Rational Software, que fue comprada por IBM en el año 2003.
La  versión de RAD  a agosto de 2020 es la 9.7.0. 2, que incluye soporte para VB.Net y C#